# 后资本主义
后资本主义（Post-capitalism）是一种状态，其中世界经济体系不能再被描述为资本主义。各种学者和政治意识形态都在推测什么会定义这样一个世界。 根据一些经典马克思主义和一些社会进化理论，后资本主义社会可能是随着资本主义过时而自发进化的结果。其他人提出了有意取代资本主义的模型，如社会主义、无政府主义和去增长（degrowth）。

## 理论
1993年，彼得·杜拉克在他的《後資本主義社會》一书中概述了资本主义社会可能的演变。该著认为，知识，而不是资本、土地或劳动力，是财富的新基础。与资本主义社会的资本家和无产阶级形成鲜明对比的是，完全后资本主义社会的阶级预计将分为知识工人或服务工人。德鲁克还主张通过创建通用许可系统来重新思考知识产权的概念。消费者会认购成本，而生产者会假设一切都是通过社交网络复制和免费分发的。
媒体人保罗·梅森（Paul Mason）2015年指出，收入不平等的加剧、繁荣与萧条的重复周期以及资本主义对气候变化的贡献，导致经济学家、政治思想家和哲学家开始认真考虑后资本主义社会的面貌和运作方式。随着自动化和信息技术的进一步进步，后资本主义有望成为可能——这两者都有效地导致生产成本趋向于零。
尼克·斯尼切克（Nick Srnicek）和亚历克斯·威廉姆斯（Alex Williams）指出资本主义雇佣社会所有成员的能力和意愿存在危机，他们认为“越来越多的人不在正规的有薪工作，只能靠最低限度的福利和非正规的维持生计工作，或通过非法手段”。